# Víctor Urquidi
Víctor Luis Urquidi, né à Neuilly-sur-Seine le  3 mai 1919, mort à Mexico le 24 août 2004 est un économiste mexicain considéré comme l'un des plus brillants de son pays. 

## Biographie
Víctor Urquidi naît le 3 mai 1919 à Neuilly, alors que son père est troisième secrétaire à l'ambassade de France au Mexique. Il mène une scolarité de l'école primaire au lycée dans différents pays, au gré des affectations professionnelles de son père.
Considéré comme l'un des économistes mexicains les plus remarquables du XXe siècle, il obtient un premier diplôme en économie à la London School of Economics en 1940 et, en 1941, rejoint le département des études économiques de la Banco de México (la banque centrale du Mexique). Il complète sa formation au Colegio de México et au ministère du budget américain.
En juillet 1944, il fait partie de la délégation mexicaine à la conférence de Bretton Woods, où il est secrétaire de la commission présidée par Eduardo Suarez. De 1947 à 1949, il est économiste à la Banque mondiale, puis jusqu'en 1951, il travaille au Secrétariat fédéral des finances et du crédit public (Ministère des Finances). De 1951 à 1952, il travaille pour la Commission économique pour l'Amérique latine et les Caraïbes (CEPALC), dont il dirige ensuite jusqu'en 1958 le bureau régional au Mexique. Il y est chargé de rédiger le programme d'intégration économique de l'Amérique centrale. Dans le même temps, de 1952 à1958, il est conseiller du ministère des Finances puis de la Banque du Mexique. 
Il fait partie du comité exécutif du Club de Rome, dont il fondera en 1990 avec Francisco Garza la section mexicaine. De 1949 à 1957, il est le rédacteur en chef de la revue El Trimestre Económico.
Il est le cofondateur en 1964 du Centre d'études économiques et démographiques du Colegio de Mexico dont il a été le président de 1966 à 1985. Ce collège  permet la création du premier cours de troisième cycle en économie au Mexique. En 1989 il est nommé professeur émérite. 
Le 1er août 1960, il est élu au Collège national, où son discours de réception porte sur « la responsabilité de l'économie et de l'économiste ». Il en démissionne en 1968. Il reçoit le prix national des sciences et des arts en 1977 et le prix national de démographie en 1994 pour ses recherches sur la migration mexicaine vers les États-Unis.
Victor Urquidi a deux enfants de son premier mariage avec Marjory Jean Mattingly : Joaquín Urquidi, né en 1947, et Marina Urquidi, née en 1949, tous deux à Washington, DC, lorsqu'il travaillait pour la Banque mondiale. En 1982, il épouse Sheila Ann Breen et ils vivent ensemble jusqu'à sa mort.
Il meurt le 24 août 2004 à Mexico à l'âge de 85 ans.

## Travaux
Victor Urquidi a principalement  travaillé sur les stratégies et la planification du développement et l'intégration économique latino-américaine, la politique fiscale mexicaine, le développement agricole, la coopération financière internationale, les projections démographiques et la répartition des revenus.
Il a dans ses essais défendu l'idée, concernant les pays en développement et le Mexique en particulier, d'une politique volontariste d'investissements publics financés par des hausses d'impôt couplés à une certaine frugalité des dépenses de fonctionnement, afin de limiter l'inflation et apporter de la croissance. Il a contesté l'application aux PVD de la politique fiscale et monétariste alors adoptée par les pays développés, Cette vision a impulsé les travaux de la Banque mondiale et a conduit à la proposition de la « réforme Kaldor », une profonde réforme fiscale envisagée au Mexique en 1961, mais jamais mise en œuvre. Pour Aboites Aguilar et Unda Gutiérrez, ce refus d'établir une politique fiscale s'explique par les revenus pétroliers qui ont un temps permis au pays de reporter le traitement de la question. 60 ans plus tard, l'absence de cette réforme de l'impôt sur le revenu,  prévoyant une plus grande progressivité, une plus grande assiette fiscale et une plus grande transparence, fait toujours l'objet de regrets de la part de citoyens et économistes mexicains,,.
Il a longuement abordé, à partir des années 1960, le rôle des sciences et technologies maitrisées par les pays et investisseurs privés étrangers dans l'économie mexicaine, et  les articulations entre propriété privée des technologies, éducation et rôle de l'État dans la planification de l'économie. Il s'est interrogé à partir des années 1970 sur les limites écologiques de la croissance.

## Publications
La plupart de ses ouvrages ont été publiées par le Fondo de Cultura Económica, dont :
- 1960 :Trayectoria del mercado común latinoamericano
- 1962 : Viabilidad económica de América Latina[14]
- 1996 : México en la globalización
- 2000 : La globalización y las opciones nacionales. Memoria
- 2005 : Otro siglo perdido. Las políticas de desarrollo en América Latina (1930-2004)

Ceux de ses articles traitant de la politique fiscale ont été réunis dans un livre commenté, El fracaso de la reforma fiscal de 1961: artículos publicados y documentos del archivo de Víctor L. Urquidi en torno a la cuestión tributaria en México.

## Prix
- 1977 : Premio Nacional de Ciencias y Artes dans la catégorie « Histoire, Sciences humaines et Philosophie »[7]
- 1990 : prix d'économie ibéro-américain «Raúl Prebisch»[7]
- 1991 : Silvert Award[15]
- 1994 : National Prize of Demography[7]

## Hommages
L'Institut technologique autonome de Mexico décerne tous les ans le prix Victor Urquidi d'un montant de 200 000 pesos, récompensant un article en anglais ou en espagnol, rédigé par un ressortissant mexicain, sur un sujet lié à l'économie et présentant un intérêt pour le Mexique.
Le Centre Tepoztlán, qu'il a contribué à fonder, s'est rebaptisé Centro Tepoztlán Víctor Urquidi en son honneur.